# Alhassan Yusuf
Alhassan Yusuf Abdullahi (Kano, 18 luglio 2000) è un calciatore nigeriano, centrocampista del N.E. Revolution e della nazionale nigeriana.

## Carriera

### Club
Yusuf è nato e cresciuto a Kano, città della Nigeria settentrionale. Ha fatto parte dell'FC Hearts, club fondato a Kano nel 1999 ma successivamente trasferitosi presso la città di Abuja. Yusuf nel 2016 e nel 2017 è volato a Göteborg per prendere parte al torneo giovanile Gothia Cup con la maglia del TikiTaka Football Development, accademia con sede in Nigeria co-fondata però da svedesi come Börje Gustavsson e il figlio Tony Gustavsson.
Dopo essersi allenato con l'IFK Göteborg, è stato firmato dalla stessa società biancoblu nel luglio 2018 al raggiungimento dei 18 anni di età, con un contratto professionistico valido per due anni più un'opzione per ulteriori due anni. Nella metà di campionato rimanente da lì al termine dell'Allsvenskan 2018, Yusuf ha disputato un'unica partita ufficiale, subentrando nei minuti finali della sfida del 22 ottobre vinta in trasferta contro il Brommapojkarna, gara coincisa con il suo debutto nella massima serie svedese.
Nel corso dell'Allsvenskan 2019 è riuscito a ritagliarsi con stabilità un ruolo da centrocampista centrale titolare nell'undici di partenza del tecnico Poya Asbaghi, tanto da rimanere in Svezia per volontà del club anziché andare a disputare i Mondiali Under-20 tra maggio e giugno con la Nazionale nigeriana di categoria. Le sue prime due reti nel campionato svedese le ha segnate negli ultimi minuti dell'ultima partita dell'Allsvenskan 2019, rispettivamente all'85' e al 90' minuto della sfida vinta dall'IFK Göteborg per 7-1 contro l'Östersund.
Nel corso dell'Allsvenskan 2021, a luglio, l'IFK Göteborg ha ceduto Yusuf ai belgi dell'Anversa per una cifra che i media hanno quantificato in circa 1,5 milioni di euro.

### Nazionale
Ha partecipato alla Coppa delle nazioni africane 2023.

## Statistiche

### Presenze e reti nei club
Statistiche aggiornate al 20 ottobre 2024.
| Stagione            | Squadra             | Campionato          | Campionato | Campionato | Coppe nazionali | Coppe nazionali | Coppe nazionali | Coppe continentali | Coppe continentali | Coppe continentali | Altre coppe | Altre coppe | Altre coppe | Totale | Totale | Totale |
| Stagione            | Squadra             | Comp                | Pres       | Reti       | Comp            | Pres            | Reti            | Comp               | Pres               | Reti               | Comp        | Pres        | Reti        | Pres   | Reti   |        |
| ------------------- | ------------------- | ------------------- | ---------- | ---------- | --------------- | --------------- | --------------- | ------------------ | ------------------ | ------------------ | ----------- | ----------- | ----------- | ------ | ------ | ------ |
| 2018                | IFK Göteborg        | A                   | 1          | 0          | -               | -               | -               | -                  | -                  | -                  | -           | -           | -           | 1      | 0      |        |
| 2019                | IFK Göteborg        | A                   | 26         | 2          | -               | -               | -               | -                  | -                  | -                  | -           | -           | -           | 26     | 2      |        |
| 2020                | IFK Göteborg        | A                   | 29         | 0          | CS              | 7               | 0               | -                  | -                  | -                  | -           | -           | -           | 36     | 0      |        |
| gen.-lug. 2021      | IFK Göteborg        | A                   | 10         | 0          | CS              | 3               | 0               | UEL                | 1                  | 0                  | -           | -           | -           | 14     | 0      |        |
| Totale IFK Göteborg | Totale IFK Göteborg | Totale IFK Göteborg | 66         | 2          |                 | 10              | 0               |                    | 1                  | 0                  |             | -           | -           | 77     | 2      |        |
| 2021-2022           | Anversa             | PL                  | 26+6       | 3          | CB              | 1               | 0               | UEL                | 6                  | 0                  | -           | -           | -           | 39     | 3      |        |
| 2022-2023           | Anversa             | PL                  | 22+5       | 0          | CB              | 1               | 0               | UECL               | 6                  | 0                  | -           | -           | -           | 34     | 0      |        |
| 2023-2024           | Anversa             | PL                  | 20+10      | 0          | CB              | 4               | 0               | UECL               | 7                  | 1                  | SB          | 1           | 0           | 42     | 1      |        |
| lug.-ago. 2024      | Anversa             | PL                  | 1          | 0          | CB              | -               | -               | -                  | -                  | -                  | -           | -           | -           | 1      | 0      |        |
| Totale Anversa      | Totale Anversa      | Totale Anversa      | 69+21      | 3          |                 | 6               | 0               |                    | 19                 | 1                  |             | 1           | 0           | 116    | 4      |        |
| ago.-dic. 2024      | N.E. Revolution     | MLS                 | 7          | 0          | USOC            | -               | -               | CCC                | -                  | -                  | -           | -           | -           | 7      | 0      |        |
| Totale carriera     | Totale carriera     | Totale carriera     | 163        | 5          |                 | 16              | 0               |                    | 20                 | 1                  |             | 1           | 0           | 200    | 6      |        |

### Cronologia presenze e reti in nazionale
| Cronologia completa delle presenze e delle reti in nazionale ― Nigeria | Cronologia completa delle presenze e delle reti in nazionale ― Nigeria | Cronologia completa delle presenze e delle reti in nazionale ― Nigeria | Cronologia completa delle presenze e delle reti in nazionale ― Nigeria | Cronologia completa delle presenze e delle reti in nazionale ― Nigeria | Cronologia completa delle presenze e delle reti in nazionale ― Nigeria | Cronologia completa delle presenze e delle reti in nazionale ― Nigeria | Cronologia completa delle presenze e delle reti in nazionale ― Nigeria |
| Data                                                                   | Città                                                                  | In casa                                                                | Risultato                                                              | Ospiti                                                                 | Competizione                                                           | Reti                                                                   | Note                                                                   |
| ---------------------------------------------------------------------- | ---------------------------------------------------------------------- | ---------------------------------------------------------------------- | ---------------------------------------------------------------------- | ---------------------------------------------------------------------- | ---------------------------------------------------------------------- | ---------------------------------------------------------------------- | ---------------------------------------------------------------------- |
| 8-1-2024                                                               | Abu Dhabi                                                              | Guinea                                                                 | 2 – 0                                                                  | Nigeria                                                                | Amichevole                                                             | -                                                                      | 83’                                                                    |
| 14-1-2024                                                              | Abidjan                                                                | Nigeria                                                                | 1 – 1                                                                  | Guinea Equatoriale                                                     | Coppa d'Africa 2023 - 1º turno                                         | -                                                                      | 69’                                                                    |
| 2-2-2024                                                               | Abidjan                                                                | Nigeria                                                                | 1 – 0                                                                  | Angola                                                                 | Coppa d'Africa 2023 - Quarti di finale                                 | -                                                                      | 80’                                                                    |
| 11-2-2024                                                              | Abidjan                                                                | Nigeria                                                                | 1 – 2                                                                  | Costa d'Avorio                                                         | Coppa d'Africa 2023 - Finale                                           | -                                                                      | 79’                                                                    |
| 7-6-2024                                                               | Uyo                                                                    | Nigeria                                                                | 1 – 1                                                                  | Sudafrica                                                              | Qual. Mondiali 2026                                                    | -                                                                      | 61’                                                                    |
| 10-6-2024                                                              | Abidjan                                                                | Benin                                                                  | 2 – 1                                                                  | Nigeria                                                                | Qual. Mondiali 2026                                                    | -                                                                      | 79’                                                                    |
| 18-11-2024                                                             | Uyo                                                                    | Nigeria                                                                | 1 – 2                                                                  | Ruanda                                                                 | Qual. Coppa d'Africa 2025                                              | -                                                                      | 46’                                                                    |
| 21-3-2025                                                              | Kigali                                                                 | Ruanda                                                                 | 0 – 2                                                                  | Nigeria                                                                | Qual. Mondiali 2026                                                    | -                                                                      | 77’                                                                    |
| Totale                                                                 |                                                                        | Presenze                                                               | 8                                                                      |                                                                        | Reti                                                                   | 0                                                                      |                                                                        |

## Palmarès

### Club

#### Competizioni nazionali
- Coppa di Svezia: 1

IFK Göteborg: 2019-2020
- Coppa del Belgio: 1

Anversa: 2022-2023
- Campionato belga: 1

Anversa: 2022-2023
- Supercoppa del Belgio: 1

Anversa: 2023